# Архангельская слобода (Казань)
Архангельская слобода (тат. Архангел бистәсе, Arxangel bistäse, Архангилски бистәсе, Arxangilski bistäse или тат. Колмәмәт бистәсе, Qolmämät bistäse) — историческая местность в  Вахитовском и Приволжском районах Казани.

## География
Располагается на юге  Вахитовского района и крайнем севере Приволжского района; севернее и восточнее находится Суконная слобода, южнее — южный внутригородской железнодорожный ход, западнее — озеро Нижний Кабан. Ранее восточнее слободы находилось так называемое «Дальне-Архангельское болото», ныне застроенное.

## Административная принадлежность
До революции Архангельская слобода входила в 4-ю полицейскую часть Казани, а затем в 4-ю милицейскую часть Казани. В начале 1930-х годах входила в Бауманский район, а после выделения из него Молотовского района вошла в его состав. В 1942–1956 годах входила в состав Свердловского района; после его упразднения оказалась разделена между Бауманским (северная часть) и Приволжским (южная часть) районами. В 1973 году северная часть исторического района отошла от Бауманского района к Вахитовскому.

## История
Поселение Кульмаметово возникло ещё во времена Казанского ханства и было названо по имени имама Кульмамета, его  основателя. После захвата  Казани русскими поселение опустело — во время составления писцовой книги 1565-1568 годов в Кульмаметеве проживал 1 человек;  вначале оно было передано воеводе Булгакову, а с 1567 году принадлежало казанским архиепископам.  Позже сюда были переселены крестьяне из центральной России, построена церковь в честь Архангела Михаила, и к началу  XVII века оно стало известно как село Архангельское.
К 1646 году в селе было 32  двора, к 1678 году — 58 дворов. К середине XVIII века село вошло в состав города и стало Архангельской слободой.
К началу XX века слобода была застроена преимущественно деревянными домами. В 1928-1931 годах был построен «соцгородок имени Лозовского» для рабочих мехобъединения, состоявший из нескольких четырёхэтажных кирпичных домов; примерно в то же время была разобрана церковь, давшая название слободе. В результате застройки района «хрущёвками» в 1960-1970-х годах и программы ликвидации ветхого жилья в 1990-2000-х годах старая застройка района была почти полностью ликвидирована.

## Улицы
- Хади Такташа (бо́льшая часть)
- Ботаническая
- Дальняя
- Дальняя 2-я
- Марселя Салимжанова[тат.] (часть)
- Нурсултана Назарбаева (часть)
- Поперечно-Лозовская
- Приозёрная 1-я
- Приозёрная 2-я
- Типографский переулок
- Туфана Миннуллина[тат.] (часть)